# Idaea lhommei
Idaea lhommei är en fjärilsart som beskrevs av Claude Herbulot 1963. Idaea lhommei ingår i släktet Idaea och familjen mätare. Inga underarter finns listade i Catalogue of Life.